# Medio corso del Fiume Albegna
Medio corso del Fiume Albegna este o arie protejată (arie specială de conservare — SAC, sit de importanță comunitară — SCI, arie de protecție specială avifaunistică — SPA) din Italia întinsă pe o suprafață de 1.991 ha, integral pe uscat.

## Localizare
Centrul sitului Medio corso del Fiume Albegna este situat la coordonatele 42°37′10″N 11°26′09″E / 42.619444°N 11.435833°E.

## Înființare
Situl Medio corso del Fiume Albegna a fost declarat sit de importanță comunitară în iunie 1995 pentru a proteja 23 de specii de animale. Alte tipuri de protecție:
- arie de protecție specială avifaunistică (în martie 2004)[2]
- arie specială de conservare (în mai 2016)[1][3][4]

## Biodiversitate
Situată în ecoregiunea mediteraneană, aria protejată conține 12 habitate naturale: Râuri mediteraneene cu debit permanent și vegetație de Glaucium flavum, Râuri de munte și vegetația lor lemnoasă cu Salix elaeagnos, Păduri de Quercus ilex și Quercus rotundifolia, Pajiști carstice calcaroase sau bazofile, de Alysso-Sedion albi, Pseudostepă cu ierburi și specii anuale de Thero-Brachypodietea, Peșteri inaccesibile publicului, Păduri de stejar alb estice, Galerii de Salix alba și de Populus alba, Râuri cu maluri nămoloase cu vegetație de Chenopodion rubri p.p. și Bidention p.p., Tufărișuri termo-mediteraneene și de pre-deșert, Pajiști uscate seminaturale și facies de acoperire cu tufișuri pe substraturi calcaroase (Festuco-Brometalia) (* situri importante pentru orhidee), Păduri termofile cu Fraxinus angustifolia.
La baza desemnării sitului se află mai multe specii protejate:
- păsări (17): pescăruș albastru (Alcedo atthis), rață mare (Anas platyrhynchos), fâsă-de-câmp (Anthus campestris), pasărea ogorului (Burhinus oedicnemus), ciocârlie-cu-degete-scurte (Calandrella brachydactyla), caprimulg (Caprimulgus europaeus), șerpar (Circaetus gallicus), erete vânăt (Circus cyaneus), dumbrăveancă (Coracias garrulus), Falco biarmicus, șoimul rândunelelor (Falco subbuteo), vânturel roșu (Falco tinnunculus), sfrâncioc roșiatic (Lanius collurio), sfrânciocul cu frunte neagră (Lanius minor), sfrâncioc cu cap roșu (Lanius senator), ciocârlie de pădure (Lullula arborea), ciuf-pitic (Otus scops)
- pești (3): Barbus tyberinus, Rutilus rubilio, Telestes muticellus
- reptile (3): șarpele cu patru dungi (Elaphe quatuorlineata), țestoasa de baltă (Emys orbicularis), țestoasă bănățeană (Testudo hermanni)

Pe lângă speciile protejate, pe teritoriul sitului au mai fost identificate 4 specii de plante, 1 specie de păsări, 2 specii de amfibieni, 3 specii de reptile.